# Pitralon

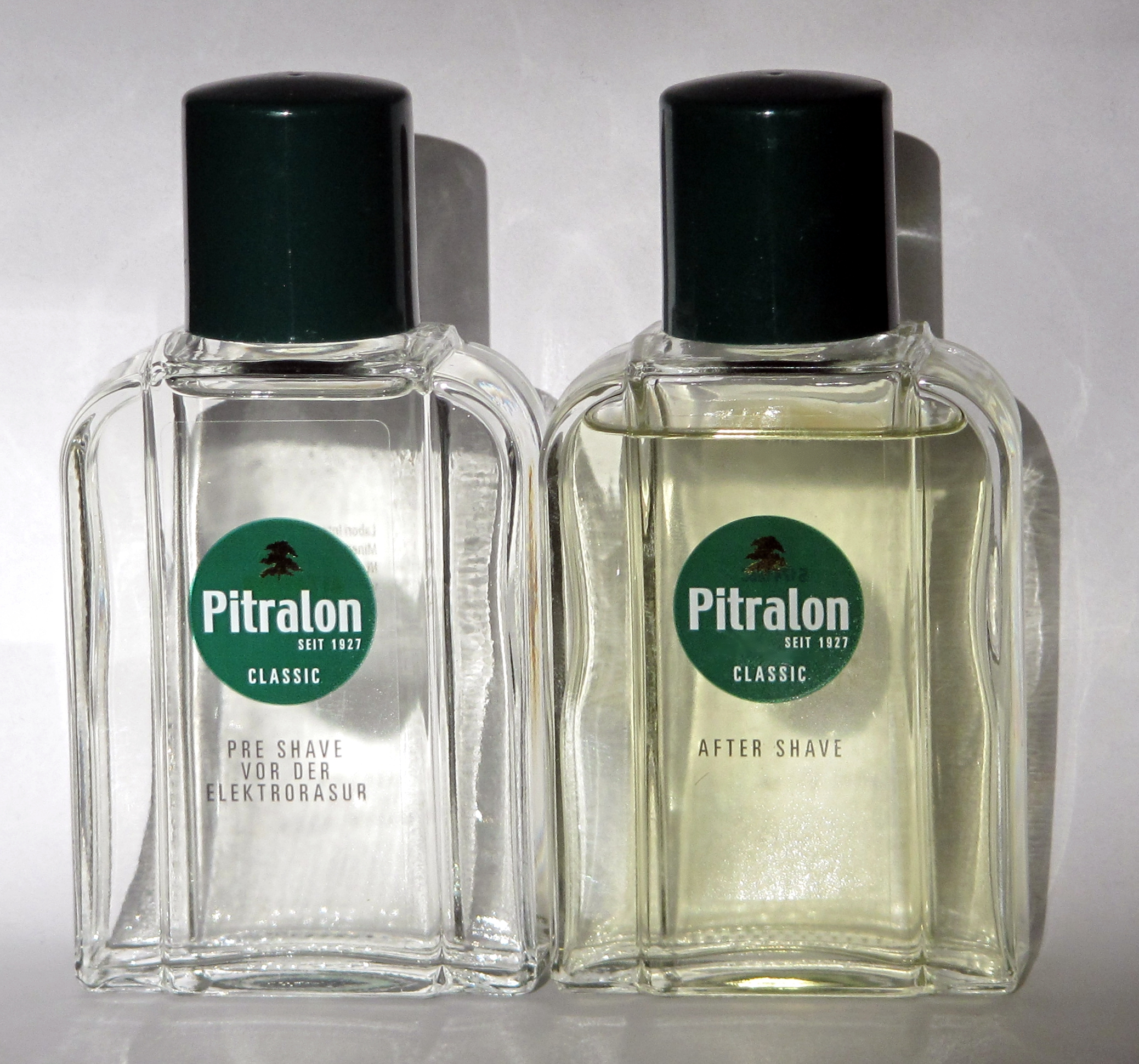
Pitralon Pre Shave und Pitralon After Shave, Deutschland, 2017

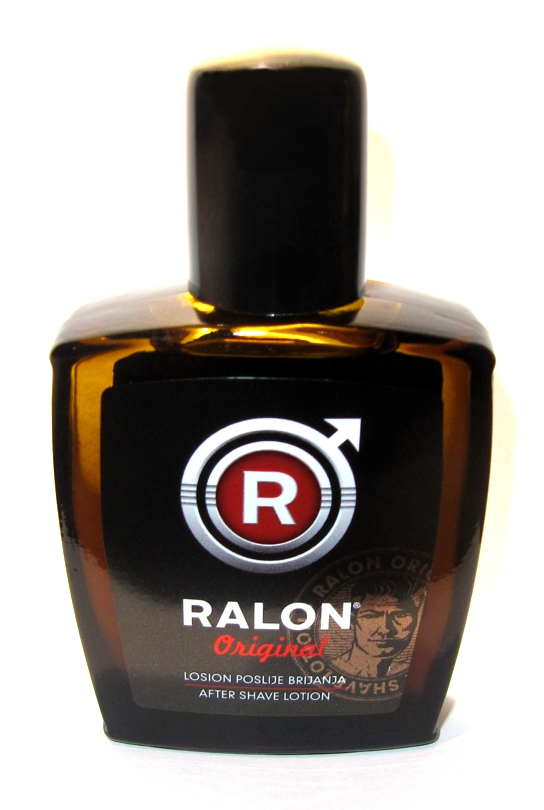
Ralon Original, wie 1927 mit Borsäure und Kampfer, Kroatien, 2016

Pitralon [pi.tʀɐ.ˈloːn] (anhörenⓘ) ist der Markenname eines Rasierwassers, das nach einer Entwicklungszeit von acht Jahren 1927 in Deutschland Marktreife erlangte und seitdem von verschiedenen Herstellern in unterschiedlichen Ländern und wechselnden Zusammensetzungen produziert und vertrieben wird. Es hat einen hohen Bekanntheitsgrad in ganz Europa und wird darum immer wieder in Büchern, Filmen und Liedern erwähnt. Die Wortmarke „Pitralon“ wurde 1919 eingetragen, noch vor der Markteinführung des späteren Aftershaves. Der Markenschutz für den Namen lief am 30. April 2019 aus. „Pitralon“ und seine Rezeptur sind seit 1921 Gegenstand wissenschaftlicher Forschungen unterschiedlicher Fachrichtungen wie Betriebswirtschaftslehre, Biologie, Chemie, Psychologie, Soziologie, Tiermedizin, Virologie und Zahnmedizin.

## Geschichte, Zusammensetzung und Nebenprodukte
Zum Ende des Ersten Weltkriegs entwickelten die vom Chemie-Unternehmer Karl August Lingner (1861–1916) begründeten „Lingner-Werke“ in Dresden ein antiseptisches Rasurtonikum als nicht marktreifem Vorläufer des späteren Rasierwassers und ließen es am 19. April 1919 vorsorglich mit der Bezeichnung „Pitralon“ als Markenname im Deutschen Reich eintragen. Die „Lingner-Werke“ waren damals bereits mit dem 1892 entwickelten Mundwasser „Odol“ erfolgreich. In der jährlichen Firmendokumentation findet sich als erste Beschreibung noch der lateinische Arbeitsname des Produkts und nicht der spätere Markenname:

„Lingners ‚Pitralum compositum‘: Eine Darstellung aus Nadelholzteer in Verbindung mit Estern und Kohlenwasserstoffen der Fett- und Benzolreihe. Hellgelbe, angenehm riechende Flüssigkeit. Wirkung: Tiefenwirkung, antiphlogistisch, antiparasitär. Anwendung: Rein.“

Der Name entwickelte sich aus der Bezeichnung „Pitral“ für ein gereinigtes, geruch- und farbloses Nadelholzöl aus ursprünglich gelbbraunem und ölhaltigem Nadelholzteer. „Pitralon“ wurde zum Namen für eine Verbindung von farblosem Pitral mit Chlorkohlenwasserstoffen. Darauf aufbauend wurde Anfang der 1920er-Jahre das „Pitral-Haarwasser“ (mit und ohne Cholesterin-Zusatz) entwickelt.
„Pitralon“ war eine Produktentwicklung im Zuge der Hygienebewegung, die Anfang des 20. Jahrhunderts in Europa einsetzte. Es wurde als neues Produkt in diesem Bereich zuerst in der Allgemeinen medizinischen Central-Zeitung besprochen. Das Grundprodukt „Pitralon“ wurde anfänglich nicht als Körperpflegeprodukt, sondern als Arzneimittel gegen Trichophyton (Dermatophytosen, also Pilzerkrankungen der Haut sowie von Kopf- und Barthaaren), eitrige Ekzeme, Impetigo contagiosa und infizierte Wunden entwickelt: Die erkrankten Stellen sollten 4- bis 6-mal pro Tag je 5 bis 10 Minuten lang mit einem vollgetränkten Wattebausch bedeckt werden.
Weitere Produkte der „Lingner-Werke“ waren die „Pitralon-Lösung“ aus einer alkoholischen Lösung mit 40 % Pitralon zur Behandlung des Gesichts nach dem Rasieren und zur Desinfektion der Hände nach dem Umgang mit infektiösem Material. Ferner wurde die Lösung gegen Akne, Insektenstiche und dergleichen empfohlen. Ein weiteres Produkt war die „Pitralon-Salbe“ als alkoholhaltige Emulsion mit 40 % Pitralon gegen Schuppenflechte, die auch bei Haustieren oder in der veterinärärztlichen Praxis eingesetzt werden konnte. Die Herstellung dieser beiden Produkte wurde während des Zweiten Weltkriegs eingestellt und danach nicht wieder aufgenommen.
Neben dem Einsatz in der Tiermedizin wurde „Pitralon“, vor der Weiterentwicklung zum Rasierwasser, in der Humanmedizin angewandt und erprobt. Eine Erwähnung in einem Jahresbericht des bereits damals bedeutenden Chemie- und Pharmaunternehmens Merck in Darmstadt belegt dies:

„Das ‚Pitralon‘ ist ein Präparat aus Holzteer. H. Ihlefeldt hat es in der Chirurgie zur Wundbehandlung gebraucht und fand eine außerordentlich starke antiseptische Wirkung. Infektionen, die anderen Behandlungsmethoden wochenlang trotzten, wurden in kurzer Zeit damit überwunden. […]“

Während der Entwicklungszeit entstanden in den 1920er-Jahren zwei Dissertationen jeweils im Fach Veterinärmedizin von Werkstudenten an den „Linger-Werken“, welche die frühe und fachübergreifende wissenschaftliche Begleitung der Forschung zu „Pitralon“ in den „Lingner-Werken“ belegen. Beide Doktorarbeiten haben den Zweiten Weltkrieg überstanden und sind am Standort Leipzig der Deutschen Nationalbibliothek erhalten geblieben.
Das 1927 ebenfalls in Dresden entwickelte Rasierwasser desselben Namens enthielt, neben Isopropanol, Menthol, Borsäure und anderen Bestandteilen der seit 1919 entwickelten und getesteten Vorläuferprodukte, auch Kampfer. Es hatte dadurch einen sehr intensiven, „medizinischen“ und schweren Geruch. Das Aftershave wurde von 1927 bis 1945 in einer dunkelblauen Glasflasche mit schwarzem Etikett verkauft, das in einem roten Kreis den weißen Schriftzug „Pitralon“ zeigte.
In einer Anzeige in der Neuen Bienen-Zeitung von 1943, einer „illustrierten Monatsschrift für die Reform der Bienenzucht im Großdeutschen Reich“, wird die Wirkung von „Pitralon“-Rasierwasser wie folgt beworben: „Die Ursache für die Entstehung von Pickeln, Pusteln und anderen Hautunreinheiten liegt in den tieferen Hautschichten. Eine in die Tiefe dringende Desinfektion beseitigt diese Erscheinungen. Pitralon wirkt in die Tiefe auch bei sparsamer Anwendung. Es öffnet die Poren und Talgdrüsenausgänge der Haut, durchdringt die beiden Hautschichten und vernichtet die ins Unterhautzellgewebe eingedrungenen Entzündungserreger.“ Es ist gekennzeichnet mit dem Hinweis, dass es zur Feldausstattung der Deutschen Wehrmacht gehöre.
Der medizinische Einsatz von „Pitralon“, inzwischen hauptsächlich ein etabliertes Rasierwasser, kann letztmals mit dem Lehrwerk Die Wunde des früheren KZ-Arztes Paul Rostock belegt werden, das 1950 im Verlag Walter de Gruyter in Berlin erschien. In ihm heißt es auf Seite 123 im Abschnitt für Benzolderivate: „Das Pitralon, ein Abkömmling des Holzteers, hat eine antiseptische, adstringierende und austrocknende Wirkung erheblichen Grades (Ihlefeldt). Besonders angezeigt ist es bei Wunden mit schmierig belegten Granulationen und starker Sekretion.“ Nach 1950 erfolgte der Paradigmenwechsel zum reinen Pflege- und Kosmetikprodukt für Herren.

## Produktion nach dem Zweiten Weltkrieg und Nebenlinien
In der Bundesrepublik Deutschland wurde ab 1950 bei der Firma „Lingner und Fischer“ – der Rechtsnachfolgerin der Dresdner „Lingner-Werke“ nach dem Zweiten Weltkrieg, die nun in der DDR lagen – am neuen Firmensitz in Düsseldorf ein Rasierwasser unter dem Namen „Pitralon“ hergestellt, das unverändert der originalen Rezeptur von 1927 entsprach. Ein Werbeplakat für dieses „Pitralon“ aus dem Jahr 1951 befindet sich in der Österreichischen Nationalbibliothek. Eine Anzeige von 1952 führt hinsichtlich des Dufts aus: „Der Pitralon=Geruch [sic!] schmeichelt nicht, er hat eine gesunde, männliche Note.“; zugleich wird darauf verwiesen, dass es für empfindliche Haut die Variante „Pitralon=Mild“ [sic!] gebe. Die Anzeige, die Teil einer Serie von acht unterschiedlichen Zeitungsanzeigen war, benennt auch die damaligen Verkaufspreise: 1,70 DM für die 50-ml-Flasche, 2,75 DM für die 80-ml-Flasche und 4,50 DM für die 100-ml-Flasche.
Der im vorigen Abschnitt beschriebene herbe, „medizinische“ Duft aufgrund der beiden wichtigen Komponenten Borsäure und Kampfer entsprach ab Mitte der 1970er-Jahre nicht mehr dem Zeitgeist (sinkende Verkaufszahlen), weswegen nur das abgewandelte Produkt „Pitralon Classic“ weitergeführt wurde, das 1964 mit Zedernöl und einer frischen Zitrusnote ergänzend hinzugekommen war und bis heute auf dem Markt ist. Als hauseigene Nebenlinie zu „Pitralon“ entwickelte „Lingner und Fischer“ die Marke Pitrell. Dabei handelte es sich um ein Rasierwasser mit einer stärkeren Betonung der Zitrusnote. Verkauft wurde es von 1973 bis 1989 unter dem Namen „Pitrell – Nach der Elektrorasur“ (100 ml) in einer sechseckigen klaren Glasflasche mit einem großen braunen Kunststoffdrehverschluss als Aftershave speziell für die Benutzer von elektrischen Rasierapparaten. Der Einführungspreis betrug 5,20 DM und war damit bereits im mittleren Preissegment anzusiedeln.
In der DDR wurde in den „Leowerken“ und im „VEB Elbe-Chemie“ in Dresden (den früheren „Lingner-Werken“) ab 1953 „Pitralon“ ebenfalls nach dem Originalrezept von 1927 bis zum Jahr 1990 hergestellt. Im „VEB Gerana-Kosmetik“ im „VEB Chemisches Kombinat Miltitz“, ebenfalls in Dresden, wurde in den 1970er-Jahren parallel dazu Pitralon 113 als einzige DDR-Neuentwicklung produziert. In diesem Produkt war ein Teil des Ethanols durch das FCKW Freon-113 (1,1,2-Trichlor-1,2,2-trifluorethan) ersetzt. Der offenkundige Wortmarkenkonflikt mit dem Rechtsnachfolger „Lingner und Fischer“ im Westen wurde von beiden Seiten ignoriert; es ist keine Korrespondenz diesbezüglich im Bundesarchiv nachweisbar.
In der Tschechoslowakei wurde ab 1954 ein Rasierwasser mit dem Namen Pitralon F – voda po holení [ˈpɪ.tɾa.ˌlɔn ˌɛf – ˈʋɔda ˈpɔ ˈɦɔ.lɛ.ɲiː] (anhörenⓘ) hergestellt (durch den Zusatz „F“ im Produktnamen wurde einem Wortmarkenkonflikt vorgebeugt; voda po holení bedeutet schlicht „Rasierwasser“ auf Tschechisch und ist Bestandteil des Markennamens), das noch heute mit unveränderter Rezeptur in Tschechien vom Hersteller „SpolPharma, s.r.o.“ aus Ústí nad Labem als Flüssigkeit ohne Farbstoff in 100-ml-Flaschen angeboten wird. Es enthält weder Borsäure noch Kampfer, dennoch ähnelt es vom Duft her einem Medizinprodukt. Dies ist auf die duftgebenden Inhaltsstoffe Citronellol, Geraniol und Linalool zurückzuführen, die während des Entwicklungsprozesses der Rezeptur Mitte der 1950er-Jahre in der Tschechoslowakei verfügbar waren und nicht gegen Devisen importiert werden mussten: Die Rezeptur von „Lingner und Fischer“ aus dem Westen lag dem tschechischen Hersteller nicht vor und auch die DDR teilte ihre Rezeptur nicht, die sie durch die „Lingner-Werke“ besaß. Es handelt sich darum bei „Pitralon F – voda po holení“ um eine Neuentwicklung, die nur zufällig vom Geruch eine Ähnlichkeit mit der Original-Rezeptur von 1927 aufweist. Die Marke „Pitralon“ war schon vor dem Krieg bekannt und diente deswegen als Inspiration für dieses Produkt, das im gesamten Ostblock über Jahrzehnte in hohen Stückzahlen verkauft wurde und für die fortschreitende Etablierung des Markennamens „Pitralon“ auch in Ost-Europa sorgte.
Der damals eigenständige Parfumhersteller Jovan in Baden-Baden („Jovan“ gehört heute als Kosmetikmarke zu „Unilever“) produzierte in den 1970er-Jahren (lizenziert durch „Lingner und Fischer“) ein Rasierwasser und ein Eau-de-Toilette mit dem Namen „Pitralon Moschus“. Bei dieser Nebenlinie des Produkts wurden die ab den 1960er-Jahren populär gewordenen leichten Zitronenduftnoten durch einen schweren Moschusduft ersetzt, der in den 1970er-Jahren als Herrenduft beliebt war.
Im Jahr 1990 übernahm „SmithKlineBeecham“ (heute „GlaxoSmithKline Deutschland“) mit Sitz in Hamburg die Marke „Pitralon“ und verkaufte sie 1993 an das Unternehmen „Sara Lee Deutschland GmbH“ mit Sitz in Mainz. Ab diesem Eigentümerwechsel wurde kurze Zeit in Deutschland eine Variante hergestellt, die sich „Pitralon fresh @ work“ nannte, Zugleich begann die „Sara Lee Household and Body Care Schweiz AG“ in Lupfig (Kanton Aargau) mit der Herstellung einer Variante, die in modifizierter Form die Rezeptur von „Lingner und Fischer“ aus den 1950er-Jahren bzw. von 1927 aufgriff. Für den österreichischen Markt produzierte „Sara Lee Household & Body Care Österreich AG“ die deutsche „Pure“-Variante unter der Bezeichnung „Pitralon Original“ in identischer Zusammensetzung. Daneben wurden während der „Sara Lee“-Zeit Eau-de-Toilettes, Handseifen und Duschgels mit „Pitralon-Duft“ hergestellt und vertrieben.
Seit 2010 ist „Sara Lee“ nicht mehr die Produzentin von Pitralon, weil die gesamte Körperpflegesparte in dem Jahr an „Unilever“ verkauft wurde. Bis auf die Variante „Pitralon fresh @ work“ und die nicht der Gesichtspflege dienenden Produkte wurden alle „Sara Lee“-Entwicklungen beim Eigentümerwechsel beibehalten; der Standort für die Produktion von „Pitralon 160 ml“ wurde verlegt, verblieb aber in der Schweiz.
Unilever veröffentlichte im Juli 2013 erstmals die grundsätzliche anteilige Zusammensetzung der beiden damaligen „Pitralon“-Standardvarianten: Demnach bestanden das Aftershave und das Pre-Shave aus maximal 90 % Alkohol, maximal 25 % weiteren Inhaltsstoffen wie hautpflegenden Substanzen, Lösungsvermittlern, Pflanzenextrakten und Feuchtigkeitsmitteln, zu 10 % aus Parfümölen, zu maximal 1 % Farbstoffen und einem diesen Grundstoff ergänzenden Wasserzusatz von 100 %, also der Menge der Summe aller vorgenannten Stoffe. Die exakte Zusammensetzung wurde nicht bekannt gegeben und blieb ein Firmengeheimnis.
„Unilever“ trennte sich 2014 von der Marke „Pitralon“. Seitdem werden alle Produkte der „Pitralon“-Linie von „Labori International BV“ mit Sitz in Breda in drei Varianten in den Niederlanden hergestellt, wobei der „Unilever“-Produktionsstandort in der Schweiz für „Pitralon 160 ml“ als vierte Variante übernommen wurde. Eigentumsrechtlich gehört „Labori International BV“ der Investmentgesellschaft „Glacier Bay Invest BVBA“, die im belgischen Schilde bei Antwerpen ansässig ist.
Das in Kroatien von der Firma „Atlantic Grupa D. D.“ mit Sitz in Zagreb produzierte und dort in 50- und 85-ml-Flaschen angebotene Rasierwasser Ralon [ˈɾa.lɔn] (anhörenⓘ) wird als einziges heute angebotenes Produkt nach der deutschen Originalrezeptur von 1927 hergestellt und enthält darum auch Borsäure und Kampfer, worauf der – aufgrund des bis 2019 bestehenden Markenschutzes verkürzte – Produktname sowie die historisierende Verpackungsgestaltung Hinweise geben sollen. Der Produzent vermeidet es aus juristischen Gründen auf der Homepage für die „Ralon“-Produkte Hinweise auf „Lingner und Fischer“, „Pitralon“ und dessen Rezeptur von 1927 zu nennen. Sie werden darum nicht als „medizinisch“ oder „herbe“ beschrieben, sondern als „Duft nach rauchigem Leder, das durch Flieder-, Palisander-, Rosen- und Thymian-Duft sowie eine Zimtnote ergänzt wird“. Weitere Produkte der „Ralon“-Linie sind „Ralon Sport“ (85-ml-Flasche) und die „Ralon Shaving Cream“, eine Rasiercreme in der 70-ml-Tube.

## Pitralon-Varianten des derzeitigen Wortmarkeninhabers
Die Variante „Pitralon Classic“ (grüner Flaschenverschluss, grünes Etikett) wird in Deutschland und den Niederlanden vertrieben. Sie ist heute zwar die „dienstälteste“ Pitralon-Variante, die aber erst seit 1964 auf dem Markt ist, obwohl sich auf der Verpackung der Hinweis „seit 1927“ befindet, der sich darum nur auf den Namen und nicht auf die Rezeptur beziehen kann. Neben der Aftershave-Lotion gibt es seit den 1970er-Jahren ergänzend eine Preshave-Lotion unter demselben Namen und in gleicher Verpackung für den Einsatz vor einer elektrischen Rasur. Die Variante „Pitralon Pure“ (schwarzer Flaschenverschluss, rotes Etikett) wird in Deutschland, Österreich (dort unter dem Namen „Pitralon Original“) und den Niederlanden vertrieben. Die Variante „Pitralon Polar“ (schwarzer Flaschenverschluss, hellblaues Etikett) wird in Deutschland, Österreich und den Niederlanden vertrieben.
Obige drei Varianten haben nichts mit der Originalrezeptur von 1927 gemeinsam, sondern sind Neuentwicklungen, die aktuell in den Niederlanden hergestellt werden. Charakteristisch für diese ist die Verwendung von natürlichem Zedernöl, das den typischen Duft der Anfang der 1960er-Jahre entwickelten „Pitralon“-Varianten ausmacht, und kein historischer Bestandteil von „Pitralon“ ist.
Das Produkt, das laut Herstellern der Originalrezeptur nachempfunden sein soll, wird unter der Bezeichnung „Pitralon 160 ml“ in Deutschland, Österreich, den Niederlanden und der Schweiz vertrieben. Es enthält – im Gegensatz zum im vorherigen Abschnitt erwähnten kroatischen „Ralon“ – weder Borsäure noch Kampfer, womit zwei zentrale Komponenten der Rezeptur von 1927 fehlen. Die Markteinführung erfolgte 1993, als die Marke „Pitralon“ zum Hersteller „Sara Lee“ gehörte. Während der „Unilever-Phase“ (2010/2011) wurde dieses Rasierwasser von „Unilever Schweiz“ in Thayngen (Kanton Schaffhausen) weiter produziert und der vorherige Produktionsstandort in Lupfig (Kanton Aargau) aufgegeben. Der derzeitige niederländische Markenrechtsinhaber und Hersteller „Labori International BV“ hat den Standort in der Schweiz von „Unilever“ übernommen und führt die dortige Produktion weiter. Eine Flasche dieses „Pitralons“ kostet etwa viermal mehr (Stand: 2018) als die zuvor genannten Varianten. Es ist damit das mit Abstand teuerste Produkt der Marke und wird in einer historisierenden bauchigen, braunen Flasche mit einem großen, kreisförmigen, roten Etikett und schwarzem Drehverschluss aus Kunststoff verkauft. Diese Variante wird als „Schweizer Pitralon“ („Berühmtes Schweizer Rasierwasser mit unaufdringlichem Duft.“) oder „Original Schweizer Pitralon“ („[…] diese Original Schweizer Rezeptur des weltbekannten PITRALON unterscheidet sich wesentlich von der modernen deutschen Variante mit Zedernduft.“, die Produktbeschreibung endet mit dem schweizerdeutschen Schlusssatz: „Me gschpüürt, wie’s würkt.“) beworben. Der Zusatz „Original“ ist insofern irreführend, weil es sich bei diesem Produkt, wie oben ausgeführt, aufgrund fehlender Inhaltsstoffe nicht um die Original-Rezeptur der „Lingner-Werke“ von 1927, sondern um eine Neuentwicklung aus den 1990er-Jahren des damaligen Produzenten „Sara Lee“ handelt. Der Aussage zur „modernen deutschen Variante mit Zedernduft“ ist gleichfalls zu hinterfragen, da dieses heute als „Standard-Pitralon“ in Deutschland erhältliche Rasierwasser seit mehr als 50 Jahren in unveränderter Rezeptur auf dem Markt ist; es wurde 29 Jahre vor dem „Pitralon“ aus der Schweiz auf den Markt gebracht, weswegen es nicht als „modern“ im Vergleich mit dem Produkt aus der Schweiz bezeichnet werden kann. Zudem ist der Begriff „Zedernduft“ falsch, weil der Duft des „Standard-Pitralons“ durch Zitrusöl entsteht, das beigefügte Zedernöl ist geruchsneutral.
Der aktuelle Hersteller „Labori International BV“ bietet innerhalb seiner Pitralon-Produktreihe mit „Pitrell von Pitralon – VOR der Elektrorasur“ eine weitere Variante als Pre-Shave an, die in Österreich und der Schweiz vertrieben wird. Es orientiert sich in der Zusammensetzung am Rasierwasser der 1973 von „Lingner und Fischer“ eingeführten Nebenlinie zu „Pitralon“. Um die Änderung in der Anwendung hervorzuheben (ein Pre-Shave statt eines After-Shaves), wird das „vor“ in Versalien geschrieben.

## Populärkultur
Das Aftershave „Pitralon“ wird in einigen Romanen und Liedern erwähnt.
Der deutsche RAF-Terrorist Andreas Baader verwendete „Pitralon“ in den 1960er- und 1970er-Jahren als Aftershave. Er kaufte es nachweislich auf der Flucht in einer Drogerie in Frankfurt und ließ es sich später mehrfach in die Justizvollzugsanstalt Stuttgart-Stammheim liefern.
Im Jahr 1982 stutzte sich der deutsche Fußballnationalspieler Paul Breitner vor der Fußball-Weltmeisterschaft im Rahmen einer Werbekampagne für „Pitralon“ seinen Vollbart zu einem Schnurrbart und erhielt dafür 150.000 DM.
Zudem ist „Pitralon“ der Name einer Rock- und Countryband, die ihren Namen vom gleichnamigen Aftershave abgeleitet hat und darum auf ihrer Website ein historisches Werbeplakat für „Pitralon“ präsentiert.
In Sachsen wurde 2014 eine Autoschieber-Bande aus Tschechien verurteilt, die jahrelang in den Medien als „Pitralon-Bande“ bezeichnet wird.
Otto Waalkes erwähnte „Pitralon“ als letztes alkoholisches Mittel in seinem Lied „Grund zum feiern“.
Die bekannte Schweizer Musikgruppe Patent Ochsner (MTVunplugged) erwähnt „Pitralon“ in ihrem Song Herr Flühmann (Album: Finitolavoro – The Rimini Flashdown Part III) mit dem Text: „schwümmt es paar längine im pitralon & macht sech uuf, d wäut gah z erobere“ zu Deutsch: „schwimmt ein paar Längen in Pitralon und macht sich auf, die Welt zu erobern“.
Ebenfalls erwähnt wird es mit dem Satz „Ich betrete voll Elan den Tanzsalon, eingehüllt in eine Wolke Pitralon.“ in dem Lied Märchenprinz der österreichischen Pop-Rock-Band EAV.